# John Kerr (físico)
John Kerr (17 de diciembre de 1824 - 15 de agosto de 1907) fue un físico escocés y un pionero en el campo de la electro-óptica. Es conocido, principalmente, por el descubrimiento de lo que ahora se conoce como el efecto Kerr.

## Biografía
John Kerr nació el 17 de diciembre de 1824 en Ardrossan, Escocia. Fue estudiante en Glasgow de 1841 a 1846, y en el "Theological College of the Free Church" de Escocia en Edimburgo, en 1849. En 1857 fue un profesor de matemáticas en el "Free Church Training College" en Glasgow. Murió en Glasgow en 1907.
El trabajo experimental más importante de Kerr fue el descubrimiento de la doble refracción en dieléctricos sólidos y líquidos dentro de un campo electrostático (1875) y el ahora conocido como efecto Kerr. En el efecto Kerr, un cambio en el índice de refracción es proporcional al cuadrado del campo eléctrico. Cuando la relación es lineal, el fenómeno se conoce como el efecto Pockels. Kerr también demostró un fenómeno similar para campos magnéticos, y es ahora conocido como el efecto Kerr magneto-óptico. La luz de los láseres permite conseguir el efecto usando el propio campo eléctrico de la luz, es el efecto Kerr AC. Kerr también demostró un fenómeno similar para los campos magnéticos, y ahora se llama el efecto Kerr magneto-óptico.
El efecto Kerr es explotado en la celda de Kerr, que es usada en aplicaciones como obturadores en fotografía de alta velocidad, con velocidades de obturación tan altas como 100 ns. En 1928 Karolus y Mittelstaedt usaron una celda de Kerr en modular un haz de luz para medir su velocidad. Mediciones anteriores han utilizado medios mecánicos de modulación alcanzando frecuencias de alrededor de 10 kHz, pero la celda de Kerr permite frecuencias de 10 MHz y una mayor precisión de las medidas. La celda original de Kerr fue un bloque de vidrio. Las celdas modernas son más comúnmente llenadas con líquidos como el nitrobenceno.
Kerr fue también uno de los primeros defensores del sistema métrico en el Reino Unido.

## Honores
- LLD honorario de la Universidad de Glasgow (1864)
- Fellow de la Royal Society (1890)
- Medalla Royal de la Royal Society (1898)
- Pensión Civil list (1902)

## Lectura adicional
- Obituarios:
  - The Times, 19 de agosto de 1907, 12c
  - k., C. G. (3 de octubre de 1907). «The Rev. Dr. John Kerr, F.R.S». Nature 76 (1979): 575-576. Bibcode:1907Natur..76..575C. doi:10.1038/076575a0.
- Gray, Robert C. (17 de agosto de 1935). «The Rev. John Kerr, F.R.S., Inventor of the Kerr Cell». Nature 136 (3433): 245-247. Bibcode:1935Natur.136..245G. doi:10.1038/136245a0.
- Green, G.; Lloyd, J. T. (1970). Kelvin's Instruments and the Kelvin Museum. Glasgow: University of Glasgow. pp. 55–56. ISBN 0852610165.
  - Véase también Green, George (marzo  de 1972). «Kelvin's Instruments and the Kelvin Museum». American Journal of Physics 40 (3): 496-497. Bibcode:1972AmJPh..40..496G. doi:10.1119/1.1986598.
- Kerr, John (1867) An Elementary Treatise on Rational Mechanics, William Hamilton (publisher)
- Steele, R. rev. Anita McConnell (2004) "Kerr, John (1824-1907)", Oxford Dictionary of National Biography, Oxford University Press, Consultado el 19 de junio de 2005 requiere suscripción
- Weinberger, P. (2008). «John Kerr and his Effects Found in 1877 and 1878». Philosophical Magazine Letters 88 (12): 897-907. Bibcode:2008PMagL..88..897W. doi:10.1080/09500830802526604. Archivado desde el original el 18 de julio de 2011.